# 斯寇爾斯比灣

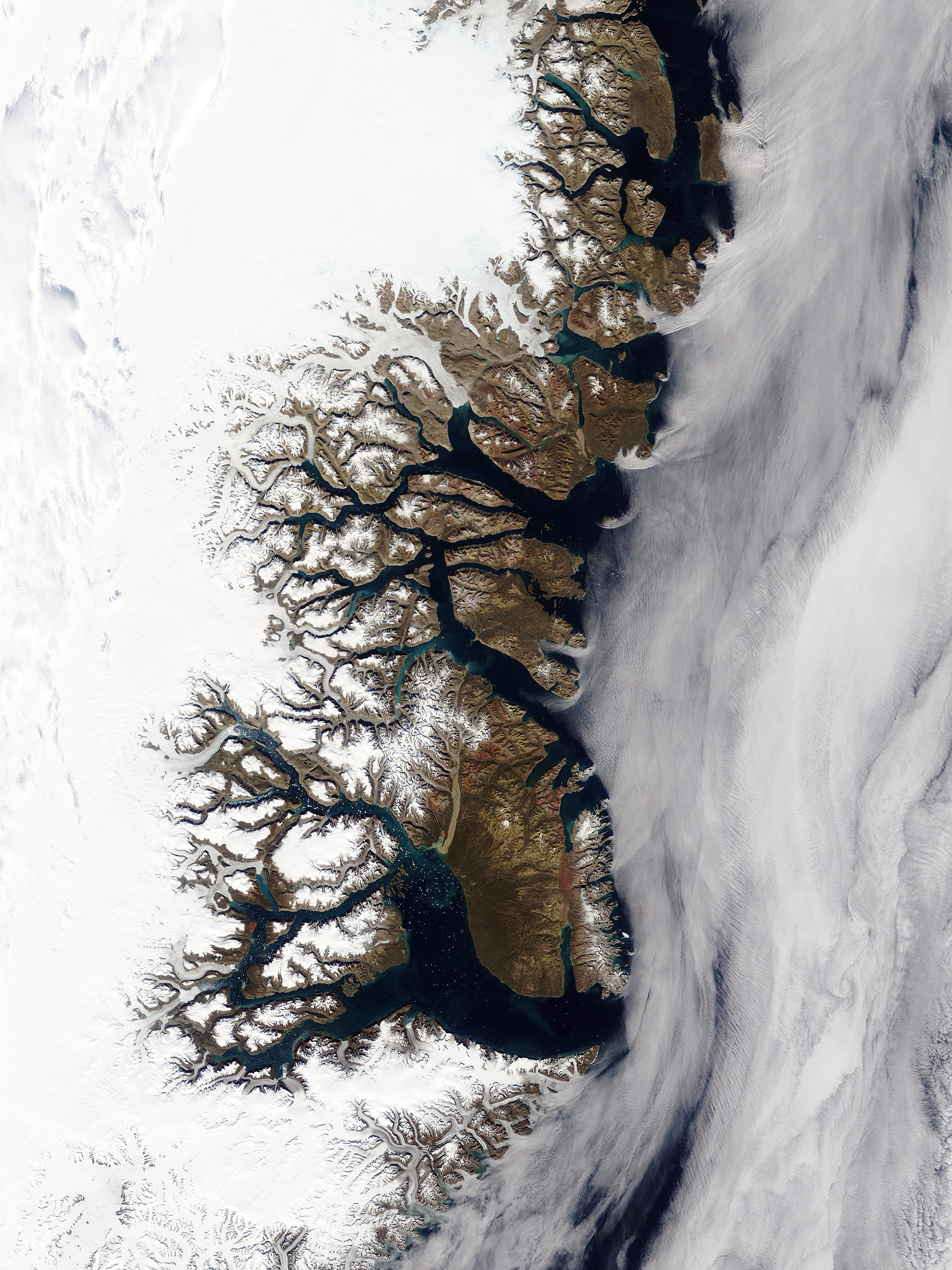
格陵蘭東海岸，斯寇爾斯比灣位於下方

斯寇爾斯比灣（丹麥語：Scoresby Sund）是格陵蘭東部的一個峽灣，以Y字型深入內陸，北邊是詹姆森地半島、南邊是克里斯蒂安九世地。米爾恩地，格陵蘭第三大島，位於斯寇爾斯比灣的西部。名稱來自於威廉·斯寇爾斯比，一名英國極地探險家。